# Соль Сванетии (фильм)
«Соль Сванетии» (сван. ჯიმ შვანთე; «Джим Швантэ») — чёрно-белый документально-игровой фильм Михаила Калатозова, вышедший в 1930 году рассказывающий о жизни сванской общины Ушкул, расположенной в Верхней Сванетии на северо-западе Грузии.
В «Соль Сванетии» вошли кадры из незаконченного художественного фильма Калатозова «Слепая», поэтому в нём присутствуют игровые сцены.

## Сюжет
1920-е годы. Сванская община Ушкул расположена в верховьях реки Ингури, среди снега и скал. Она отрезана от остального мира горной грядой и живёт по суровым законам родового строя. Показаны традиционные виды работ у сванов: уборка овса (только он вызревает в горах), молотьба при помощи молотильных досок, которые тащат быки, веяние зерна, стрижка овец и стрижка людей, сучение ниток, валяние шерсти, вязание. Самые лучшие работники уходят на заработки на равнину. В это время жаркие летние дни сменяются внезапным снегом: снопы овса на поле оказываются под снегом и оставшиеся люди, в основном женщины и дети, пытаются спасти хотя бы часть урожая.
У сванов нет соли: её не хватает и людям, и животным. Но дорог в Ушкул тоже нет, путь лежит через заснеженный горный перевал. Если в это время случится сход лавины, люди погибнут.
Пышно проходят похороны богатого человека: за гробом идёт вереница родственников, приносятся жертвоприношения — у могилы режут быка, в память об умершем загоняют до смерти нескольких коней. Женщину, которая вот-вот должна родить, в это время выгоняют из дома: древнее суеверие говорит, что в это время «нечистой» женщине нельзя находиться дома. В результате молодая сванка остаётся одна, она рожает ребёнка под открытым небом, ребёнок умирает. В течение сорока дней и ночей после этого мать приходит на могилу ребёнка и сцеживает на неё свой молоко.
Но советская власть приходит и в этот глухой уголок: на третий год первой пятилетки построено уже 50 из 107 километров, отделяющих Ушкул от остальной части страны. Завершающие кадры фильма показывают, как по широкой асфальтированной дороге движется каток, весь увешанный плакатами, призывающими к выполнению промфинплана.

## Отзывы
По мнению Веры Шитовой, фильм Калатозова стал «одним из замечательных примеров прорыва документального кино в область высшей поэтической художественности»: этнографический очерк о том, как живёт оторванное от мира горное село, «стал мощной по своей выразительности кинопоэмой о человеческом бытии, о высших его законах». Кора Церетели говорит о том, что, хотя очерк «весь соткан из подробнейших этнографических деталей», его «не назовёшь этнографическим», поскольку он «целиком принадлежит образно-поэтическому кинематографу». Юрий Богомолов, назвавший Калатозова человеком «с ярко выраженным романтическим сознанием» и «с нескрываемой приверженностью к романтической стилистике», счёл «Соль Сванетии» картиной «о могуществе поэта-романтика, о его чувствах, о его поступках», причём «самый фильм был романтическим поступком».
Критики сближали фильм Калатозова с картинами Роберта Флаэрти и «Землёй без хлеба» Луиса Бунюэля. Проводились и пареллели с более поздними лентами самого Калатозова, в том числе «Неотправленное письмо», где также показан конфликт человека с природой и его непреклонная воля к преодолению тяжелых препятствий. По словам Николая Хренова, для самого Калатозова ностальгическим воспоминанием о «Соли Сванетии» стал его фильм «Я — Куба», в котором можно усмотреть попытку «реабилитации немого кино».
Неоднозначно был оценен финал картины. Так, по мнению Коры Церетели, хотя игровые кадры «органично вливаются в документально отснятые эпизоды и звучат в едином с ними идейно-художественном контексте», финал фильма «оказался беспомощной инсценировкой»: «Бравурное решение проблемы сванского бездорожья в фильме не было основано на жизненном факте». Аналогично, Ханс-Йоахим Шлегель высказался о том, что «стиль картины нарушен шитым белыми нитками пропагандистским финалом, в котором можно видеть тщетную попытку спасти фильм от грозящего ему запрета на прокат». Сам Калатозов на страницах журнала «Пролетарское кино» также выступил со статьёй, в которой объяснял недостатки фильма: по его словам, «мы ошибочно подошли к выявлению основных факторов экономической и общественной жизни общины» и «преувеличили роль географических условий в условиях Сванетии»: «выход из векового замкнутого положения Сванетии мы видели в дороге, то есть в технической реконструкции, а не в социально-классовых сдвигах».